# Classe H (sommergibile Italia)
La classe H era una classe di sommergibili di piccola crociera della Regia Marina costruiti in 8 esemplari entrati in servizio a partire dal 1916.
Appartenenti alla tipologia «Holland» di costruzione statunitense, risultarono delle buone unità.

## Unità
La classe era composta dalle unità:
- H 1
- H 2
- H 3
- H 4
- H 5
- H 6
- H 7
- H 8

Furono, assieme alle unità posamine della classe X, gli unici sommergibili a servire la Regia Marina in entrambe le guerre mondiali.
Durante la prima guerra mondiale furono impiegati in Adriatico senza cogliere risultati, ma subendo la perdita dell'H 5, silurato accidentalmente dal sommergibile inglese HB1.
Ridotti a cinque unità (l'H 3 e l'H 7 erano infatti stati radiati negli anni '30), furono impiegati in compiti difensivi durante il secondo conflitto mondiale, subendo la perdita dell'H 8, a causa di un bombardamento, e dell'H 6, catturato all'armistizio; le unità superstiti furono demolite nel dopoguerra.